# Stijn Vandenbergh
Stijn Vandenbergh (Oudenaarde, 25 april 1984) is een Belgisch voormalig wielrenner. Hij werd het meest uitgespeeld als meesterknecht, maar wist zelf ook mooie ereplaatsen bijeen te fietsen, voornamelijk in het klassiek voorjaar. Zo behaalde hij vierde plaatsen in de Ronde van Vlaanderen, Gent-Wevelgem en de E3 Saxo Classic. Daarnaast finishte hij op de tweede plek in de Omloop Het Nieuwsblad 2013. 
Vandenbergh werd ook geselecteerd om deel te nemen aan de olympische wegrit op de Olympische Zomerspelen 2012 in Londen. Daarin eindigde hij als honderdste.

## Belangrijkste overwinningen
2004
Omloop Het Volk, Beloften & elite z/c
2007
1e etappe Ronde van Ierland
Eindklassement Ronde van Ierland
2016
1e etappe Ronde van San Luis (ploegentijdrit}
5e etappe Ronde van Valencia

## Resultaten in voornaamste wedstrijden
| Jaar | Ronde van Italië | Ronde van Frankrijk | Ronde van Spanje |
| ---- | ---------------- | ------------------- | ---------------- |
| 2008 |                  |                     |                  |
| 2009 |                  | 96e                 |                  |
| 2010 |                  | buiten tijd         |                  |
| 2012 |                  |                     |                  |
| 2013 |                  |                     |                  |
| 2014 |                  |                     |                  |
| 2015 |                  |                     |                  |
| 2016 |                  |                     |                  |
| 2017 |                  |                     |                  |
| 2018 |                  |                     |                  |
| 2019 |                  |                     |                  |
| 2020 |                  |                     |                  |

| Jaar | Milaan-San Remo | Gent-Wevelgem | Ronde van Vlaanderen | Parijs-Roubaix | Amstel Gold Race | Omloop Het Nieuwsblad | Dwars door Vlaanderen |  | Wereldranglijsten |
| ---- | --------------- | ------------- | -------------------- | -------------- | ---------------- | --------------------- | --------------------- |  | ----------------- |
| 2008 |                 | 38e           | 75e                  | 40e            |                  | 63e                   | 63e                   |  |                   |
| 2009 |                 |               |                      |                |                  | 37e                   |                       |  |                   |
| 2010 |                 |               | 12e                  | 37e            |                  | 28e                   | 9e                    |  |                   |
| 2012 | 84e             | opgave        |                      | 24e            |                  | 33e                   |                       |  |                   |
| 2013 |                 | 8e            | 14e                  | 20e            |                  | ↑                     | 10e                   |  | 149e (UWT)        |
| 2014 |                 |               | 4e                   | 16e            |                  | 14e                   | 22e                   |  | 54e (UWT)         |
| 2015 | 138e            | 4e            | 51e                  | 33e            | opgave           | 4e                    |                       |  | 88e (UWT)         |
| 2016 | 67e             | 23e           | 13e                  |                |                  | 38e                   |                       |  |                   |
| 2017 | 141e            | opgave        | 45e                  | 35e            | 114e             | 54e                   |                       |  | 335e (UWT)        |
| 2018 | 70e             | 107e          | 36e                  | 32e            |                  | 24e                   | 66e                   |  | 218e (UWT)        |
| 2019 |                 | 62e           | 20e                  | 23e            |                  | 60e                   |                       |  |                   |
| 2020 | 80e             | opgave        | 46e                  |                |                  |                       |                       |  |                   |

## Ploegen
- 2005 –  Amuzza.com-Davo
- 2006 –  Unibet-Davo
- 2006 –  Unibet.com (stagiair vanaf 1-8)
- 2007 –  Unibet.com
- 2008 –  AG2R La Mondiale
- 2009 –  Katjoesja Team
- 2010 –  Team Katjoesja
- 2011 –  Team Katjoesja
- 2012 –  Omega Pharma-Quick Step
- 2013 –  Omega Pharma-Quick-Step Cycling Team
- 2014 –  Omega Pharma-Quick-Step Cycling Team
- 2015 –  Etixx-Quick Step
- 2016 –  Etixx-Quick Step
- 2017 –  AG2R La Mondiale
- 2018 –  AG2R La Mondiale
- 2019 –  AG2R La Mondiale
- 2020 –  AG2R La Mondiale